# Umpire (Cricket)

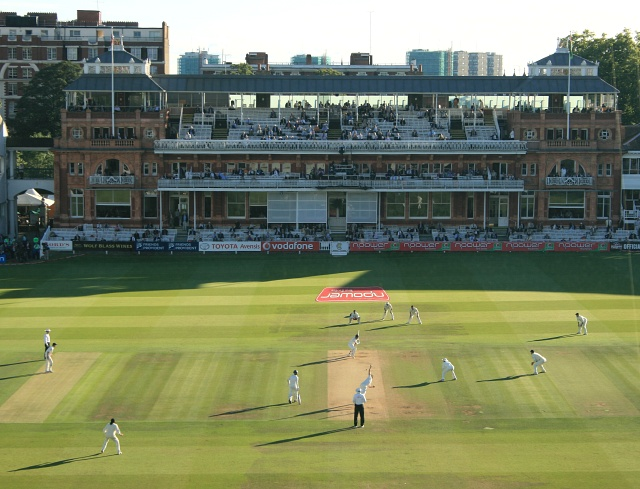
Match im Lord's – Bildmitte: bowler's end umpire, links striker's end umpire

Der Umpire ist der Schiedsrichter eines Cricket-Matches. Seine Aufgabe besteht darin, ein Match zwischen zwei Mannschaften zu leiten. Dabei achtet er auf die Einhaltung des formalen Ablaufs eines Matches, die Punktevergabe und das Ausscheiden eines Batsman (Wicket). Im Allgemeinen achtet er also auf die Einhaltung der Laws of Cricket, den Regeln des Cricket.
Die Umpires der 10 Test spielenden Nationen werden vom International Cricket Council ernannt. Sie gelten als die besten Schiedsrichter und sind im sogenannten Emirates Elite Panel of ICC Umpires organisiert. Dabei bekommt jeder Umpire einen 1-Jahres-Vertrag. Neben einem Grundgehalt bekommt der Umpire ein Match fee für jedes Test-Match (3000 US-Dollar) und One Day International (1000 US-Dollar), das er leitet.  Jeder Umpire leitet pro Jahr 8 bis 10 Test-Matches und 10 bis 15 ODIs.

## Spielverlauf
Vor dem Beginn eines Matches müssen die Umpires entscheiden, ob ein Match überhaupt stattfinden kann. Bei starkem Regen kann der Spielbeginn verschoben werden. Weiterhin wird der Zustand des Tickets hinsichtlich seiner Spielbarkeit überprüft. Wenn ein Match erst mit Verzögerung begonnen werden kann, so wird die Overzahl für beide Mannschaften reduziert (Duckworth-Lewis Methode). Auch wenn die Sonne scheint und ein Spiel möglich ist, es aber vorher geregnet hat, so müssen die Umpires entscheiden, ob das Match begonnen werden kann oder der Start verschoben werden muss, da das Cricketfeld selbst noch zu nass ist. Erst wenn das Spielfeld komplett trocken ist, kann ein Match beginnen.
Ein Münzwurf wird vor jedem Match durchgeführt. Der Umpire bittet dabei die Kapitäne der beiden Mannschaften auf das Feld. Die Münze wird hochgeworfen und der Käptain, der den Münzwurf gewinnt, entscheidet, welches Team zuerst schlagen darf. Der Münzwurf ist immer 30 Minuten vor Beginn eines Matches. Die Teamkapitäne übergeben dem Umpire auch eine Liste mit den 11 startenden Spielern. Diese Spieler nehmen am Match teil und die Spielerliste kann nicht mehr nachträglich verändert werden.
Bei internationalen wie nationalen Matches sind die beiden Umpires die ersten Personen, die das Cricketfeld betreten. Anschließend folgt die fielding Mannschaft und dann die beiden opening batsmen der schlagenden Mannschaft. Die beiden Umpires positionieren sich wie folgt: Ein Umpire stellt sich längst zum Wicket. Dadurch kann er gut erkennen, ob der Ball die Wickets trifft und der Batsmann somit aus ist oder ob der Bowler die Linie überschreitet. Sollte dies der Fall sein, so spricht er ein No-Ball aus. Diese Position wird als bowler's end umpire bezeichnet. Er signalisiert die Runs (Boundaries), Outs (Wicket), Leg-bys, No-Balls, sowie Wides. Im modernen Cricket kann er bei strittigen Situationen auf den TV-Umpire zugreifen. Der zweite Umpire steht im rechten Winkel gegenüber am Ende des Batsman. Daher wird er striker's end umpire bzw. square-leg umpire genannt. Er achtet auf Run-Outs, Wides und No-Balls bezüglich der Höhe. Von den beiden Umpires ist der bowler's end umpire der leitende Schiedsrichter und seine Entscheidungen sind endgültig. Nach jedem Over wechseln die beiden Umpires ihre Positionen.
Während eines Test-Matches beendet der Umpire das Spiel nach einem Spielabschnitt, indem er die Bails von den Stumps entfernt. Anschließend ist eine Pause: Lunch oder Tea. Der Umpire beendet das Spiel eines Tages (meistens 19:00 Uhr Ortszeit, oder auch wetterbedingt zeitiger), indem er die Bails von den Stumps entfernt. Man spricht dann von stumps.
In der Indian-Premier-League-Saison wird jede Saison der Fair Play Award an ein Team verliehen. Dabei vergibt das Umpire-Team nach jedem Match Punkte. Die Umpires bewerten dabei, wie die Spieler im Geiste des Crickets (in the spirit of cricket) spielen.

## Ausrüstung

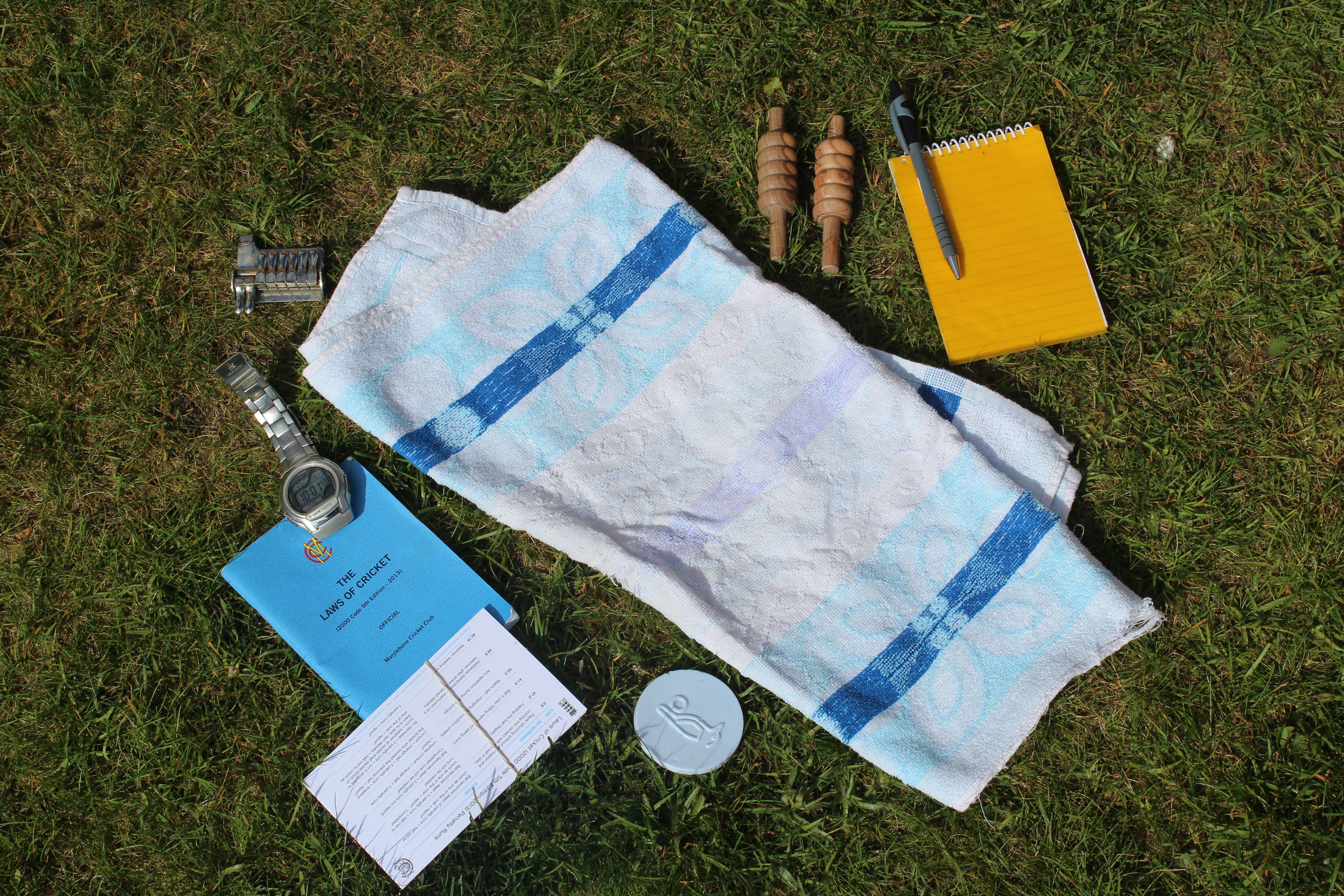
Cricket Umpire Ausrüstung

Während eines Cricketmatches muss der Umpire auf alle Eventualitäten vorbereitet sein und ihm steht dazu folgendes Equipment zur Verfügung:
- Handzähler – wird vor allem bei Tests und Odis verwendet, damit zählt der Umpire die erzielten Runs
- Bails – Wenn die Bails auf den Stumps kaputt gehen, so kann der Umpire sie sofort mit neuen Bails ersetzen
- Ball-Messgerät – damit wird der Cricketball vermessen. Sollte er durch Verbeulung oder Schäden nicht mehr durch die Vorrichtung passen, so wird dieser aus dem Spiel genommen und ein neuer Ball kommt zum Einsatz.
- Stump gauge – ein Instrument mit dem der korrekte Abstand zwischen den 3 Stumps gemessen und festgelegt werden kann
- Bat Gauge – ein Instrument, um die Größe der Schläger zu kontrollieren
- Sonnenbrille, Kopfbedeckung – da der Umpire den ganzen Tag in der prallen Sonnen steht, sind diese beiden Sachen unerlässlich.
- Kontrastbrille -oft in T20-Matches verwendet. gelbe Brillengläser, so kann der Umpire den Ball besser im Halbdunkeln oder der Dämmerung verfolgen
- Lichtmesser – wird in Test-Matches verwendet. Das Gerät misst die Helligkeit. Unter einem bestimmten Helligkeitswert unterbricht oder beendet der Umpire das Match.
- Walkie-Talkie – um in Kontakt mit dem TV-Umpire zu treten
- Head Set – damit kann der Umpire Kontakt mit dem TV-Umpire aufnehmen
- Kamera – nur im T20-Format zu sehen. Der Umpire trägt eine Kamera auf seinem Basecap oder eine besondere Sonnenbrille, spektakuläre Catches oder Run-Outs kann der Zuschauer vorm Fernseher aus der Sicht der Umpires sehen, wird in der Big Bash League (seit 2012)[6] und der Indian Premier League (seit 2014)[7] verwendet.

Die Umpires tragen nicht ständig all diese Gegenstände. Das Equipment variiert je nach Format, Land und Liga.

## Signale des Umpires

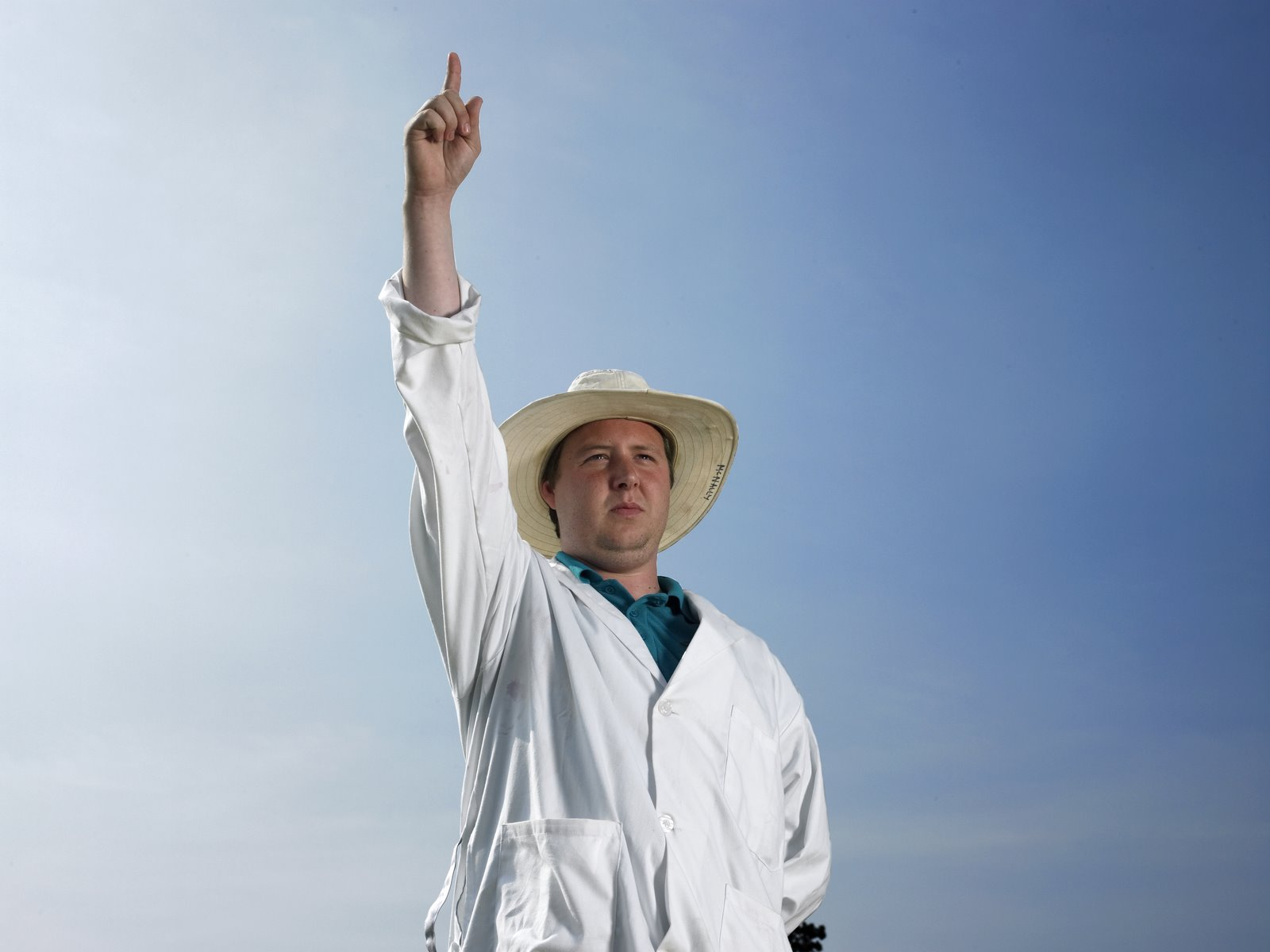
Signal für ein Wicket

Der Umpire signalisiert während eines Matches, damit alle Spieler sowie die Zuschauer erkennen, was vor sich geht. Die Signale des Umpires werden in den Cricket Laws 3.14 festgelegt.
- erhobener ausgestreckter Zeigefinger – Signal für Wicket
- Wischbewegung auf Brusthöhe – Signal für Boundary (4 Runs)
- beide Hände in die Luft – Signal für Boundary (6 Runs)
- „malt“ Rechteck in die Luft – Signal für den TV-Umpire
- beide Arme weit ausgestreckt – Signal für Wide
- hebt rechten Arm in die Höhe – Signal für Bye
- Klopfen auf den Oberschenkel – Signal für Leg Bye
- Tippen mit dem Zeigefinger auf die Schulter – Signal für den Bowler, der Ball wird als Bouncer gewertet. Pro Over ist nur ein Bouncer erlaubt, der zweite wird als Wide gewertet.
- Arm wird zur Seite ausgestreckt und anschließend wird er gehoben und mit dem Zeigefinger wird eine Kreisbewegung durchgeführt – Signal für ein No Ball, Free Hit
- der Umpire kreuzt die Arme auf Hüfthöhe – dead ball
- Kreisbewegung mit ausgestrecktem Arm – Signal für den Begin des Power Play
- Arm in die Höhe und Tippen auf das Handgelenk (auf eine imaginäre Uhr) – Signal für last hour, in County Cricket und Test-Match, Signal für die letzte Stunde des Tages, in der gespielt wird.

## TV-Umpire
Der TV-Umpire (oft third Umpire/dritter Umpire genannt) verfolgt das Match vor einem Bildschirm. Das erste Mal wurde der dritte Umpire im internationalen Cricket im November 1992 bei einem Test zwischen Südafrika und Indien eingesetzt. Der erste Batsman, der vom dritten Umpire out ausgeschieden wurde, war Sachin Tendulkar durch ein Run Out.
Der TV-Umpire wird bei strittigen Situationen eingesetzt. Der Umpire auf dem Feld malt ein Rechteck in die Luft. Dies ist das Signal für den TV-Umpire, sich die letzte Aktion noch einmal anzuschauen. Dabei kommt er bei möglichen Catches, Run-Outs, LBWs und Boundaries zum Einsatz. Der dritte Umpire kann sich auf einem Bildschirm die Situation aus verschiedenen Kameraperspektiven und in Slow Motion anschauen. Neben der Wiederholung stehen ihm auch verschiedene technische Möglichkeiten des Decision Review Systems zur Verfügung. Anschließend teilt er dem Umpire auf dem Spielfeld das Ergebnis über das Headset mit.
Der dritte Umpire darf aber nur die Entscheidung des Feldumpires ändern, wenn das Videomaterial eindeutig ist. Kann der TV-Umpire keine klare Entscheidung treffen, so bleibt die Entscheidung des Feldumpires bestehen.

## Match referee
Der Match referee ist der vierte Schiedsrichter auf internationalem Level. Er wird nur in Tests und One Day Internationals eingesetzt. Der Match referee achtet nur auf den formalen Ablauf eines Cricketmatches. Dabei greift er nie auf das Spiel selbst ein. Der Match referee achtet auf das Einhalten der ICC Cricket Code of Conduct, darunter fallen match fixing und unsportliches Verhalten eines Spielers. Sollte ein Spieler oder Umpire gegen Regeln verstoßen, so kann der Match referee Strafen aussprechen. Die Strafen reichen von Geldstrafen, über Matchsperren, bis hin zu lebenslangen Sperren des Spielers (siehe auch Match Fixing).

## Sonstiges
Der neuseeländische Umpire Billy Bowden ist berühmt für seinen Handbewegung. Aufgrund seiner Erkrankung (Rheumatoide Arthritis) kann er seine Finger nicht richtig ausstrecken. Um ein Wicket zu signalisieren, hebt er seine rechte Hand und streckt seinen gekrümmten Zeigefinger in die Höhe. Diese Handbewegung wird als crooked finger of doom bezeichnet.